# Pseudoleskea obtusiuscula
Pseudoleskea obtusiuscula là một loài Rêu trong họ Leskeaceae. Loài này được Renauld & Cardot mô tả khoa học đầu tiên năm 1909.